# 雷库尔勒克勒
雷库尔勒克勒（法語：Récourt-le-Creux，法語發音：[ʁekuʁ lə kʁø]）是法国默兹省的一个市镇，位于该省中部，属于凡尔登区。

## 地理
雷库尔勒克勒（49°0'17"N, 5°23'25"E）面积14.43 平方千米，位于法国大東部大區默兹省，该省份为法国西北部内陆省份，北与比利时接壤，西接马恩省和阿登省，南至上马恩省和孚日省，东临默尔特-摩泽尔省。
与雷库尔勒克勒接壤的市镇（或旧市镇、城区）包括：莱蒙泰龙、朗布吕赞和伯努瓦特沃、苏伊、默兹河畔蒂伊、默兹河畔维莱。
雷库尔勒克勒的时区为UTC+01:00、UTC+02:00（夏令时）。

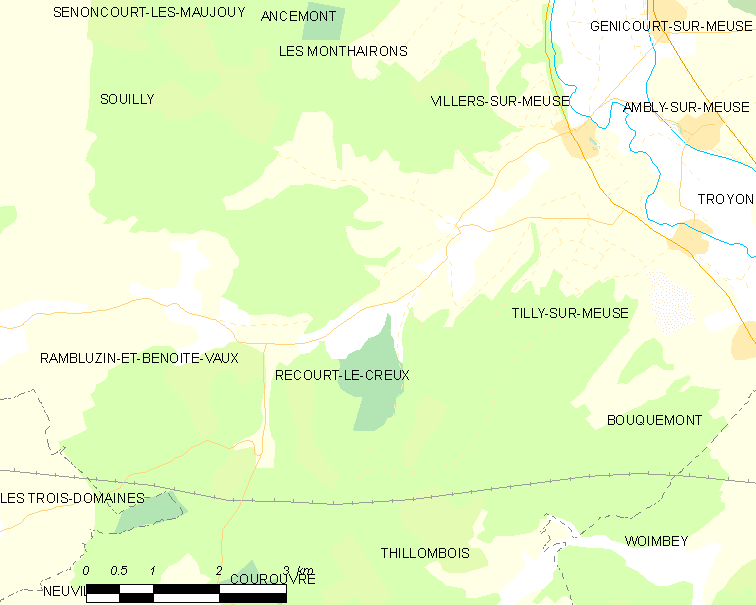
雷库尔勒克勒的OSM定位图

## 行政
雷库尔勒克勒的邮政编码为55220，INSEE市镇编码为55420。

## 政治
雷库尔勒克勒所属的省级选区为默兹河畔迪约县。

## 交通
默兹省省道D21线和D124线在镇中心交汇，省道D201线经过境内西南部。

## 人口

1962-2008年间雷库尔勒克勒人口变化图示

雷库尔勒克勒于2022年1月1日时的人口数量为68人。